# Архипов, Ананий Семёнович
Ана́ний Семёнович Архи́пов (1910—1983) — старший сержант, полный кавалер Ордена Славы.

## Биография
Родился в крестьянской семье, карел. Окончил четыре класса, работал в Ругозерском леспромхозе.
Участник Советско-финской войны (1939—1940).
С июля 1941 года воевал на Карельском фронте командиром отделения 21-й отдельной разведроты 27-й стрелковой дивизии 32-й армии. Совершил более сорока вылазок в тыл противника.
В бою под Беломорском 1 июня 1944 года захватил «языка» и выявил огневые точки противника. За этот бой старший сержант А. С. Архипов был удостоен ордена Славы III степени.
3 августа 1944 года, во главе разведгруппы проник в тыл противника и уничтожил девятерых солдат противника. За этот бой старший сержант А. С. Архипов был удостоен ордена Славы II степени.
В боях под городом Гдыня (Польша) 23—25 марта 1945 года, отделение под командованием старшего сержанта А. С. Архипова, заняв и удерживая господствующую высоту, отразило более десятка контратак и уничтожило 37 солдат и офицеров противника. За этот подвиг командир отделения старший сержант А. С. Архипов был удостоен ордена Славы I степени.
После демобилизации вернулся на родину в Карелию, работал сплавщиком леса в Ругозерском леспромхозе, плотником на Ледмозерском лесопункте.
Похоронен на кладбище посёлка Ледмозеро.

## Награды
- ордена Славы: III степени (18.06.1944, № 49946), II степени (5.10.1944 № 3780), I степени (29.06.1945 № 1582).
- Орден Красной Звезды (дважды)
- Орден Отечественной войны I степени
- медали СССР.

## Память
В посёлке Ледмозеро установлена памятная доска полному Кавалеру ордена Славы Архипову Ананию Семёновичу.